# DWET-TV
DWET-TV är det filippinska TV-nätverket The 5 Networks flaggskepps-TV-station. Sitt nuvarande namn har den efter Edward Tan, stationens f.d. ägare. Stationens namn från 1960 till 1972 var DZTM-TV, men den tvingades stänga.      
Sedan stationen återöppnade 1992 har den sänt alla program från The 5 Network. Stationen har en studio i TV5 Media Center, Mandaluyong City. Sändarna finns i TV5 Complex, 762 Quirino Highway, Brgy. San Bartolome, Novaliches, Quezon City (analog) och Block 3, Emerald Hills, Sumulong Highway, Antipolo City, Rizal (digital). På marksänd TV ligger DWET-TV på kanal 5 (analog) och 51 (digital) och är också tillgänglig på alla kabel- och satellittjänster i Metro Manila. 